# 阿蒂爾一世 (布列塔尼)
阿蒂尔一世（1187年3月29日—1203年4月3日），在1196-1203年间为第四代里奇蒙伯爵、布列塔尼公爵。他是前公爵若弗鲁瓦二世（英语作乔弗雷）和女公爵康斯坦丝的遗腹子。若弗鲁瓦是亨利二世之子。若弗鲁瓦年幼于理查一世，但年长于约翰。
1190年，已经丧父的阿蒂尔可能被伯父英格兰国王理查一世立为英格兰及其法国领地的王储，但1199年垂死的理查一世因阿蒂尔还是孩童而改立弟弟约翰为继承人。法兰西国王腓力二世考虑利用英格兰和布列塔尼潜在的继承危机，有一段时间阿蒂尔加入了他。
阿蒂尔被约翰囚禁于鲁昂城堡后自1203年起失去记载，真实命运不详，传统上认为是被约翰杀害。关于他如何被谋杀的一些说法是，约翰在醉酒时将他淹死在湖中，或者他在醉酒时被刺死。

## 早年生活
阿蒂尔生于1187年，是布列塔尼公爵若弗鲁瓦二世和布列塔尼的康斯坦丝之子。若弗鲁瓦在阿蒂尔出生前已去世。婴儿时的阿蒂尔被一些人认为是祖父亨利二世国王的第二顺位继承人，在伯父理查之后。然而，亨利二世没有指定正式的继承条款，甚至直到死前才正式指定理查为继承人。长子继承权尚未确立，王位传承也没有走上该走的道路。阿蒂尔2岁时，亨利二世去世，理查继位。
当理查一世在1189－1192年参与第三次十字军东征时，康斯坦丝寻求让布列塔尼公国日趋独立。1190年11月11日，理查立阿蒂尔为储君，并在和西西里国王坦克雷迪的和约中约定后者将女儿许给阿蒂尔。但1194年神圣罗马帝国皇帝亨利六世征服西西里，阿蒂尔的婚约沦为一纸空文。
后来，理查一世为了和法兰西国王腓力二世结盟，曾将阿蒂尔的姐姐埃莉诺许给腓力的太子路易，但这次婚约也流产了，这被视为理查不再想以阿蒂尔为继承人的前兆。1196年，康斯坦丝以9岁的阿蒂尔为共治公爵。理查召阿蒂尔和他的母亲康斯坦丝来诺曼底。但阿蒂尔的继父第六代切斯特伯爵拉努尔夫·布隆德维尔却劫持了康斯坦丝。据信，这是根据协议完成的，即使是促使理查将康斯坦丝和阿蒂尔纳入他的控制之下，拉努尔夫也极不可能在没有这样的许可的情况下对理查的弟媳和侄子采取这样的行动。康斯坦丝被俘，但阿蒂尔被带到法国腓力二世的宫廷，与路易一起抚养。

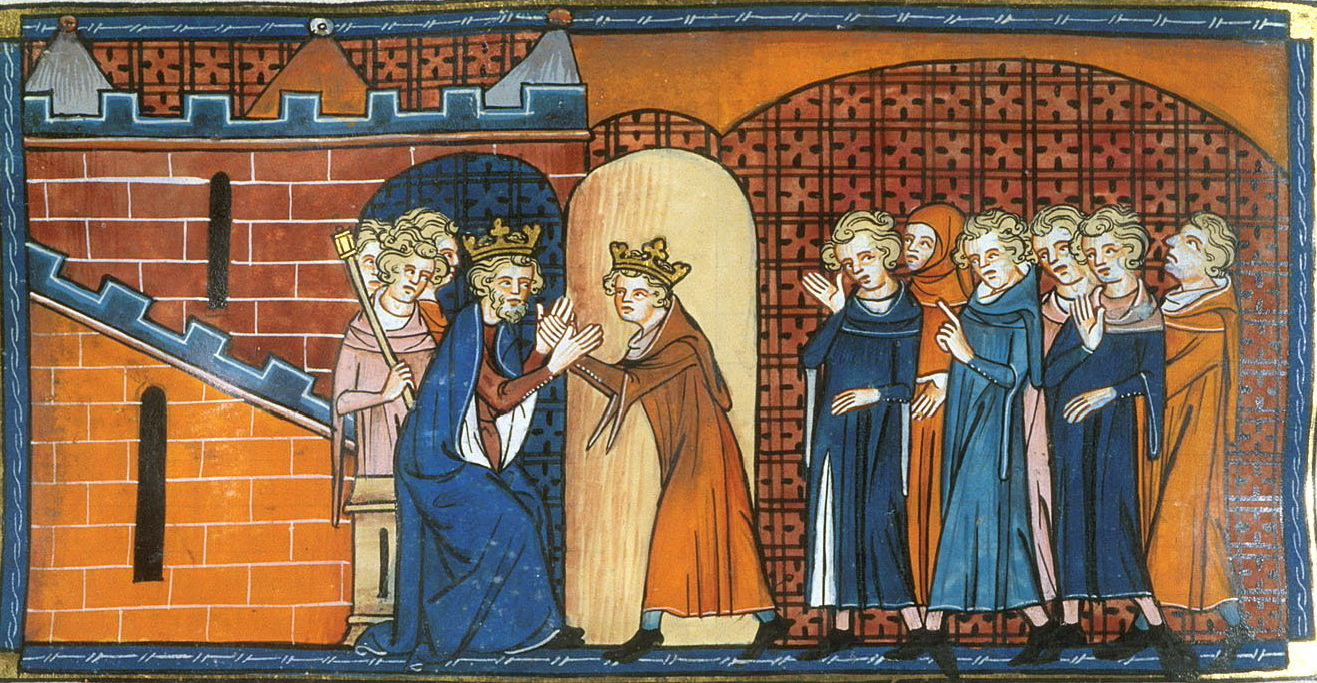
阿蒂尔朝见腓力二世。《圣德尼编年史》，大英图书馆。

1199年4月6日，理查一世驾崩，因害怕阿蒂尔太年轻不能为王且深受腓力二世的影响，遗嘱由约翰继位。约翰宣布即英格兰王位，但根据之前的经历和问题，许多诺曼贵族对承认他为他们的领主感到不满或担忧，比如理查十字军东征时，约翰将金雀花王朝的土地让给了菲利普二世，试图在理查不在的时候夺取控制权。他们更喜欢阿蒂尔。此时的阿蒂尔已经自称为腓力二世的封臣、布列塔尼公爵。腓力二世承认阿蒂尔在安茹、曼恩和普瓦图的权利。阿蒂尔率军进入安茹和曼恩。他从4月18日起自称布列塔尼公爵、安茹伯爵、里奇蒙伯爵。
9月18日，约翰称阿蒂尔将成为卡佩王朝的傀儡，说服安茹管家吉约姆·罗歇倒戈。四天后，吉约姆将阿蒂尔和康斯坦丝劫持到勒芒。而约翰任命的安茹管家艾梅里子爵则将阿蒂尔和康斯坦丝带离，逃到昂热，再逃到腓力二世的朝廷。

## 勒古莱和约
勒古莱和约是英格兰国王约翰和法兰西国王腓力二世于1200年5月签订的，意在一次了结英格兰的诺曼国王作为诺曼底公爵对包括布列塔尼在内的在法国大陆的领地的权利。在和约规定下，腓力承认约翰作为其兄理查一世的继承人、英格兰国王，正式放弃了对布列塔尼公爵阿蒂尔一世的王位继承权的支持。同时约翰认可腓力为安茹帝国在大陆领地的宗主。
腓力之前认可约翰为安茹和布列塔尼公国的宗主，但他敲诈了20,000马克英国银币作为认可约翰对布列塔尼宗主权的报酬。

## 对战约翰王

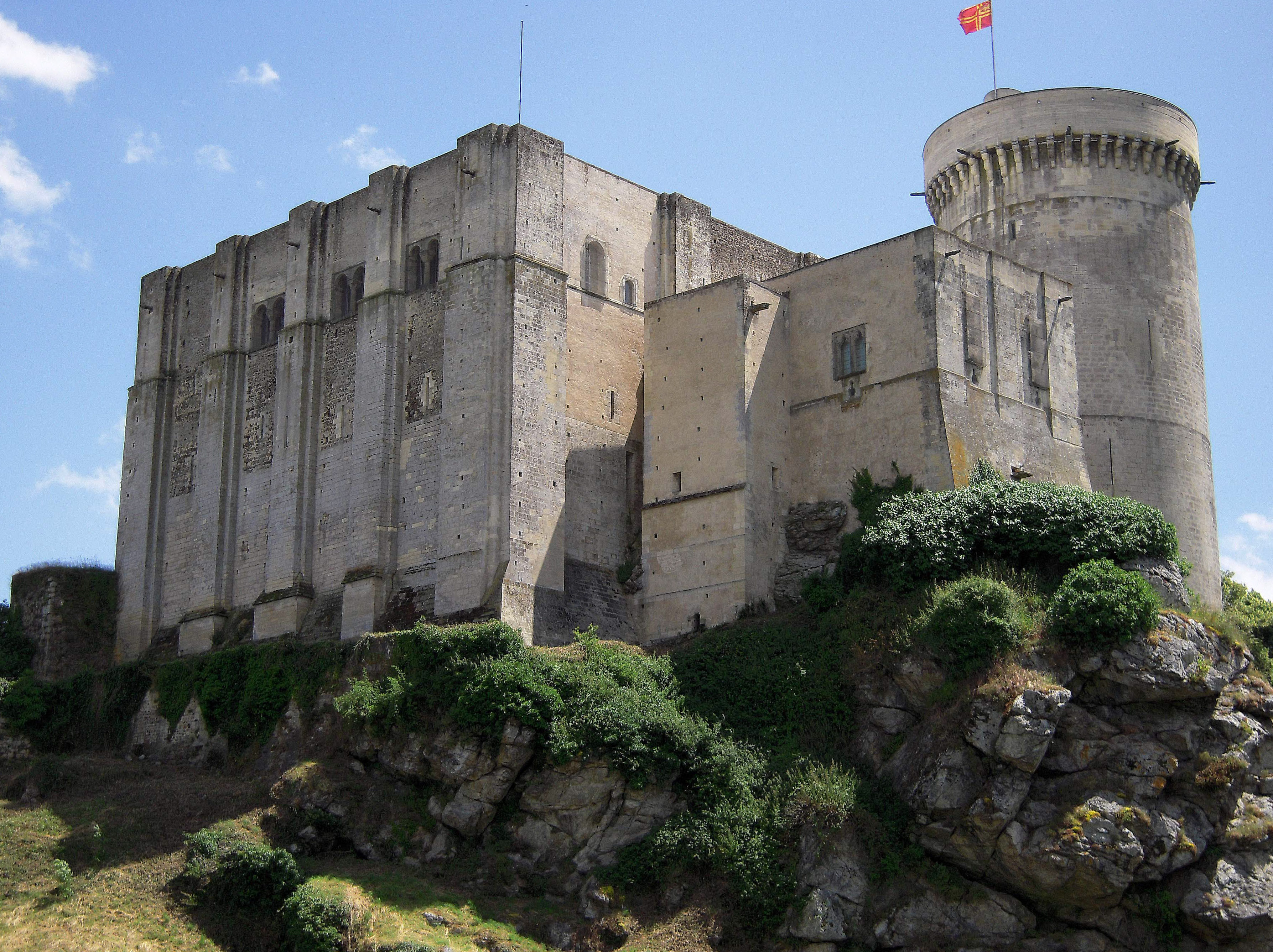
诺曼底的法莱城堡，阿蒂尔被叔父约翰王囚禁的地方

勒古莱和约签订后，阿蒂尔感到受到腓力的冒犯，投奔叔父约翰，约翰也和善地待他。但出于警觉，阿蒂尔又离开约翰，来到昂热。一说1202年4月，阿蒂尔和腓力二世的女儿玛丽订婚。
阿蒂尔回到法国后，在腓力二世支持下于1202年进军诺曼底讨伐约翰。普瓦图叛乱响应阿蒂尔。布列塔尼公爵将祖母即约翰的母亲阿基坦的埃莉诺围困在米拉博城堡。约翰进军米拉博，于7月31日奇袭阿蒂尔。8月1日，阿蒂尔被约翰部下诸侯俘获，并被关押在诺曼底的法莱城堡。

## 被囚及失踪
在法莱城堡，阿蒂尔被休伯特·伯格看守。据同时代的编年史家科热沙尔的拉尔夫称，约翰命两个仆人将公爵弄瞎、阉割，休伯特·伯格拒绝他们这么做。因为害怕约翰，休伯特·伯格放出了阿蒂尔自然死亡的消息。这一消息激怒了布列塔尼，他们怀疑阿蒂尔已经被谋害。第二年，阿蒂尔被转移到鲁昂，由威廉·布劳斯看守。4月，在腓力二世对约翰取得一些军事胜利的背景下，阿蒂尔失踪了。

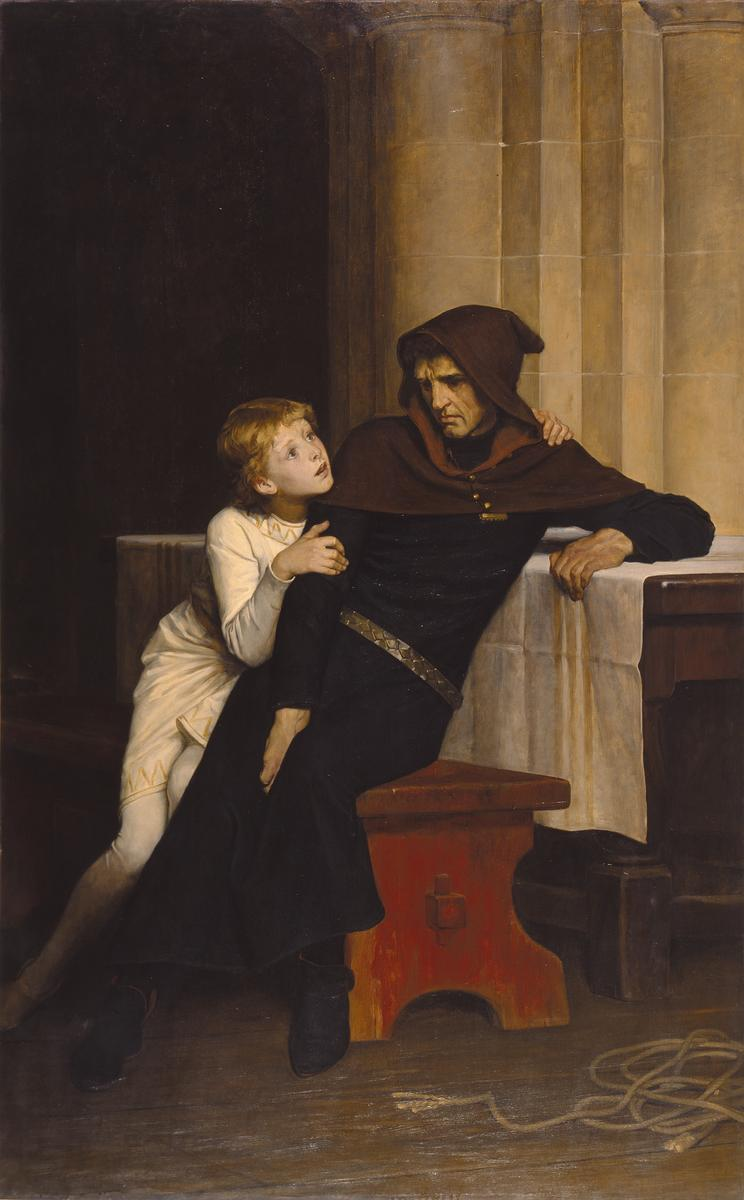
阿蒂尔王子和休伯特·伯格，威廉·弗雷德里克·伊姆斯，1882年。曼徹斯特美術館。

阿蒂尔失踪之谜引发了诸多猜测。一种版本是看守阿蒂尔的狱卒们不敢伤害他，所以约翰直接谋害了阿蒂尔并将其沉尸塞纳河。马加姆年表则对阿蒂尔之死作了如下描述：
约翰王俘虏了阿蒂尔并将他投入鲁昂的监狱有些日子了，在复活节前一天的星期四的晚饭后，他趁着自己喝醉了，任由恶魔摆布，亲手杀害了阿蒂尔，并且把尸体系上一块沉重的石头沉入塞纳河。尸体被一个渔民在渔网中发现，被拖到岸边后被认出来了。出于对暴君的恐惧，尸体被秘密带到被称为圣玛丽草地的贝克修道院埋葬了。”
威廉·布劳斯据传主导暗杀了阿蒂尔。阿蒂尔失踪后，威廉·布劳斯平步青云，得到了威尔士边界上的新领土和新头衔。阿蒂尔失踪多年后，德布劳斯的妻子毛德在一次和约翰王冲突前刚亲自直接指控国王谋害阿蒂尔。
不仅仅布列塔尼人，甚至法兰西国王腓力二世，都不知道真正发生了什么，阿蒂尔是生是死，如果活着，在哪里，如果死了，怎么死的。无论阿蒂尔命运如何，他没有留下已知的子女。吉约姆答应指挥对米拉博的进攻的条件是与他共商如何安排阿蒂尔的命运，但约翰违背了诺言，致使他和图阿尔的艾梅里一起离开约翰并包围了昂热。

## 继承
围绕阿蒂尔死亡的疑云使他身后的继承问题复杂化，他留下的继承问题显然受约翰王和腓力二世共同影响。约翰仍为布列塔尼宗主的同时，也是腓力二世的封臣，故布列塔尼的继承依赖约翰的偏好和腓力的许可。布列塔尼公国没有男嗣，故公爵位的继承限于阿蒂尔的几个姐妹之间做选择。
阿蒂尔的姐姐“布列塔尼的美少女”埃莉诺也沦为约翰王的囚徒。对约翰作为英格兰国王的继承计划而言，埃莉诺即使不是威胁，也是使之复杂化的因素。虽然约翰允许她宣称布列塔尼，但她直到约翰的实际继承人其子亨利三世统治期间都在囚禁中度过余生。被囚期间，她不曾结婚，没有子女。她的被囚和身处英格兰使她不可能作为布列塔尼女公爵继承人实行统治。约翰允许她继承里奇蒙，但没有给她任何属于该伯国的领地。
阿蒂尔被他同母异父的妹妹、康斯坦丝和第三任丈夫图阿尔的居伊所生的女儿图阿尔的阿丽丝继承。这次继承得到腓力二世的认可，他取代居伊自任阿丽丝的摄政，安排了她和卡佩王朝幼支德勒家族的皮埃尔·莫克莱尔的婚事。

## 纪念
1268年，亨利三世把威尔特郡的梅尔克沙姆庄园赠予安斯贝里教堂，为埃莉诺和阿蒂尔姐弟招魂，要求安斯贝里教堂纪念历代国王、王后去世时一并纪念他们。

## 相关文学作品

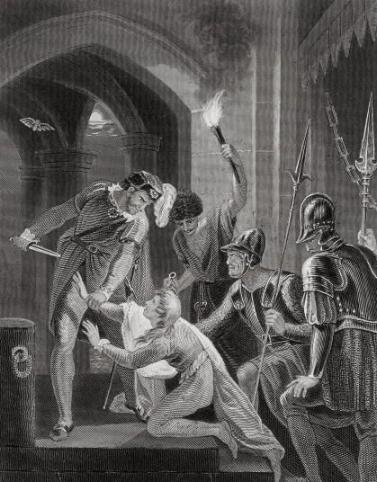
阿蒂尔王子被谋杀，托马斯·威利，1754年。雕刻在威廉·哈密尔顿的画作《阿蒂尔之死》后，苏格兰国立美术馆。

### 书籍
阿蒂尔之死在莎士比亚的历史剧《约翰王》中是一个关键情节。其中，阿蒂尔被描绘成一个用童真打动了奉约翰王之命谋害他的休伯特·伯格的孩子。然而，阿蒂尔很快在尝试逃离时跳墙身亡了。
19世纪的布列塔尼诗人奥古斯特·布里久斯的《寻找阿蒂尔王子》以阿蒂尔为主人公。
在茱莉·加伍德的小说《拯救格雷斯》中，女主角发现了约翰王指使两名贵族杀害阿蒂尔的文件。她嫁给一个苏格兰地主加布里埃尔·麦克本，以逃离英格兰，但遭到那两名贵族和希望推翻约翰的英格兰派别的羁绊，两派人都不知道女主角到底知道多少真相。
在兰达尔·加雷特的架空历史奇幻小说《达西勋爵》系列中，理查没有“病死”，而是活了过来；约翰没有成为国王，而金雀花家族则由阿蒂尔的子孙一直延续到今天。
在澳大利亚小说家菲利普·林德赛的《魔鬼和约翰王》中，阿蒂尔被脾气发作的约翰所杀，但他被展现为一个一定程度上激怒了约翰的叛逆青年，而非像其他一些版本那样是个无辜的孩子。在介绍中林德赛承认他对阿蒂尔身上发生了什么并无证据，但他认为那是一个好的猜测。
阿蒂尔还是古怪的英格兰作家弗雷德里克·罗尔弗（“科沃男爵”）的架空历史小说《休伯特的阿蒂尔》的主人公，这部小说在他死后于1935年由A. J. A. Symons出版。小说起初由罗尔弗和哈里·皮里-戈登合作，但后来后者只提供关于人物的丰富细节。这部小说表现为年老的休伯特的长篇叙述，说他救了阿蒂尔的性命，陪他远征耶路撒冷，阿蒂尔在那里成为耶路撒冷国王，最后返回英格兰，打败了约翰王并杀死了后者的儿子亨利（即历史上的亨利三世）。该书剩下的部分则讲述阿蒂尔国王成功的统治，他如何击败西蒙·蒙福尔领导的诸侯叛乱，以及他最终的死亡。这是罗尔弗的所有作品中唯一一本没有再版的，可能是受该书强烈的反犹太主义所限的缘故，该书利用了圣休等犹太殉难者的神话。
其他以阿蒂尔为主角的文学作品包括：
- 《约翰王的麻烦统治》（约1589年），匿名悲剧
- 《无地王约翰或阿蒂尔之死》（1791年），让-弗朗索瓦·杜西悲剧
- 《约翰王》（1800年），理查德·瓦尔皮悲剧
- 《鲁昂塔上的布列塔尼的小阿蒂尔》（1822年）玛瑟琳·代博尔德-瓦尔莫的诗
- 《布列塔尼的阿蒂尔之死》（1826年），亚历克西斯·福塞的诗
- 《布列塔尼的阿蒂尔》（1824年）悲剧，约瑟夫·肖维 (Joseph Chauvet)悲剧
- 《布列塔尼的阿蒂尔》（1885年），由路易斯·提爾西林执导的戏剧
- 《布列塔尼的阿蒂尔》（1887年，作者死后），克洛德·贝尔纳戏剧
- 《休伯特的阿蒂尔》（1935年），弗雷德里克·罗尔弗小说
- 《下席》（1957年），托马斯·B. 科斯坦小说
- 《恶魔之巢》（2008年）、《狮心》（2011年）和《国王的赎金》（2014年），莎伦·凯·彭曼小说

### 音乐
1912年，布列塔尼作曲家约瑟夫-居伊·罗帕茨写了一首交响诗《寻找阿蒂尔王子》，这是根据奥古斯特·布里久斯的诗改编的。布列塔尼乡村摇滚乐队Tri Yann1995年的专辑《肖像》也包括了一首关于阿蒂尔的歌曲。

## 电视
阿蒂尔与其母康斯坦丝在1950年代不列颠电视剧《罗宾汉的冒险》的一些剧集中作为角色登场。阿蒂尔由演员彼得·爱舍（三集，第一季和第二季）、理查德·奧沙利文（一集，第三季）和乔纳森·拜利（一集，第四季）饰演。西蒙·吉普斯·肯特在1978年的BBC系列剧《魔鬼的王冠》中演绎了阿蒂尔的一生和痛苦的死亡。